# Didanosine
Pour les articles homonymes, voir DDI.
La didanosine (2'-3'-dideoxyinosine ou DDI) est un médicament antirétroviral, c'est un inhibiteur nucléosidique de la transcriptase inverse (NRTI). Cette molécule est commercialisée sous le nom de Videx.
Elle fait partie de la liste des médicaments essentiels de l'Organisation mondiale de la santé (liste mise à jour en avril 2013).